# Antihidrógeno

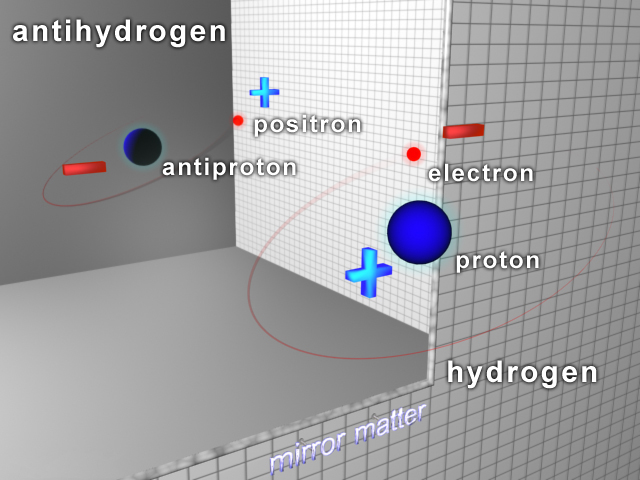
Un antihidrógeno está formado por un antiprotón y un positrón.

En física, el antihidrógeno es el átomo de antimateria equivalente al hidrógeno común. Está formado por un antiprotón y un positrón, por lo que tiene las mismas propiedades, pero con las cargas eléctricas invertidas. 
Su símbolo químico es H, es decir, una H con un macrón.
Se aniquila al contacto con un átomo de hidrógeno, por lo que son inestables entre ellos. Al descomponerse es donde se producen los fotones de luz. Uno de los científicos que lo pautaron fue Robert L. Forward, en la revista científica Mirror Matter Newsletter. [cita requerida]

## Historia experimental
En 1995, el CERN anunció la creación de nueve átomos de antihidrógeno en el experimento PS210, liderado por Walter Oelert y Mario Macri, . El método utilizado por este experimento fue propuesto en 1994 por Charles Munger Jr., Stanley J. Brodsky e Ivan Schmidt Andrade .
Experimentos realizados en Fermilab confirmaron el hecho, y poco después (¿quien?) anunció la creación de otros 100 átomos de antihidrógeno. Se creó combinando en un acelerador de partículas, un antielectrón y un antiprotón, enfriados hasta casi el cero absoluto para frenarlos y confinarlos con campos magnéticos para que no chocaran con átomos normales.
El antihidrógeno fue producido por primera vez por ATHENA (también conocido como experimento AD-1, un proyecto de investigación de la antimateria en el Decelerador de Antiprotones del CERN), en 2002, y luego por ATRAP (La colaboración Antihydrogen Trap, ATRAP, en la instalación Antiproton Decelerator del CERN, en Ginebra, responsable del experimento AD-2) y en 2004 ya se habían fabricado millones de átomos de antihidrógeno.  Los átomos sintetizados tenían una temperatura relativamente alta (unos miles de kelvins), por lo que chocarían contra las paredes del aparato experimental y se aniquilarían.  La mayoría de las pruebas de precisión requieren largos tiempos de observación.
En 2010, científicos del CERN dirigidos por Jeffrey Hangst realizaron el experimento Alpha, mediante el cual lograron la captura y posterior detección de 38 átomos de antihidrógeno. Para ello los científicos emplearon diez millones de antiprotones y aún más positrones, y emplearon una 'trampa' magnética que confina los átomos neutrales al interactuar con sus momentos magnéticos.
En 2011 el proyecto Alpha logró crear más de 300 átomos de antihidrógeno y almacenarlos durante 1000 segundos (16 minutos 40 segundos). Esto permitirá a los científicos de este experimento conocer más información sobre la antimateria.
En marzo del 2012, el CERN logró manipular átomos de antihidrógeno usando microondas, consiguiendo la primera visión de una huella antiatómica.
En 2016, el proyecto ALPHA midió la transición entre los dos niveles energéticos más bajos del antihidrógeno, 1S–2S. Los resultados, idénticos a los del hidrógeno dentro de la resolución experimental, apoyan la idea de la simetría entre materia y antimateria.

## Características
El teorema CPT de la física de partículas predice que los átomos de antihidrógeno tienen muchas de las características que tiene el hidrógeno normal; es decir, la misma masa, momento magnético y frecuencias de transición de estado atómico (véase espectroscopia atómica). Por ejemplo, se espera que los átomos de antihidrógeno excitados brillen del mismo color que el hidrógeno normal. Los átomos de antihidrógeno deberían ser atraídos gravitatoriamente por otra materia o antimateria con una fuerza de la misma magnitud que la que experimentan los átomos de hidrógeno ordinario. Esto no sería cierto si la antimateria tuviera masa gravitatoria negativa, lo que se considera altamente improbable, aunque aún no se ha refutado empíricamente (véase Interacción gravitacional de la antimateria). Se ha desarrollado un marco teórico reciente para la masa negativa y la gravedad repulsiva (antigravedad) entre materia y antimateria, y la teoría es compatible con el teorema CPT.
Cuando el antihidrógeno entra en contacto con la materia ordinaria, sus constituyentes se aniquilan rápidamente. El positrón se aniquila con un electrón para producir rayos gamma. El antiprotón, por su parte, está formado por antiquarks que se combinan con quarks en neutrones o protones, dando lugar a piones de alta energía, que decaen rápidamente en muones, neutrinos, positrones y electrones. Si los átomos de antihidrógeno estuvieran suspendidos en un vacío perfecto, sobrevivirían indefinidamente.
Como antielemento, se espera que tenga exactamente las mismas propiedades que el hidrógeno. Por ejemplo, el antihidrógeno sería un gas en condiciones estándar y se combinaría con el antioxígeno para formar antiagua,

## Producción
El primer antihidrógeno fue producido en 1995 por un equipo dirigido por Walter Oelert en el CERN utilizando un método propuesto por primera vez por Charles Munger Jr, Stanley Brodsky e Ivan Schmidt Andrade.
En el LEAR, se dispararon antiprotones desde un acelerador a xenón clusters, produciendo pares electrón-positrón. Los antiprotones pueden capturar positrones con una probabilidad aproximada de 10-19, por lo que este método no es adecuado para una producción sustancial, según los cálculos. Fermilab midió una sección transversal algo diferente, de acuerdo con las predicciones de la electrodinámica cuántica. Ambos dieron lugar a anti-átomos muy energéticos, o calientes, inadecuados para un estudio detallado.
Posteriormente, el CERN construyó el  Decelerador de Antiprotones (AD) para apoyar los esfuerzos hacia el antihidrógeno de baja energía, para pruebas de simetrías fundamentales.  El AD abastecerá a varios grupos del CERN.  El CERN espera que sus instalaciones sean capaces de producir 10 millones de antiprotones por minuto.

### Antihidrógeno de baja energía
Los experimentos de las colaboraciones ATRAP y ATHENA en el CERN, reunieron positrones y antiprotones en trampas Pennings, dando lugar a una síntesis a un ritmo típico de 100 átomos de antihidrógeno por segundo. ATHENA produjo por primera vez antihidrógeno en 2002, y después por ATRAP y en 2004 ya se habían fabricado millones de átomos de antihidrógeno.  Los átomos sintetizados tenían una temperatura relativamente alta (unos miles de kelvins), por lo que chocarían contra las paredes del aparato experimental y se aniquilarían.  La mayoría de las pruebas de precisión requieren largos tiempos de observación.
ALPHA, un sucesor de la colaboración ATHENA, se formó para atrapar de forma estable el antihidrógeno. Mientras es eléctricamente neutro, su momento magnético de espín interactúa con un campo magnético no homogéneo; algunos átomos serán atraídos hacia un mínimo magnético, creado por una combinación de campos espejo y multipolares.
En noviembre de 2010, la colaboración ALPHA anunció que habían atrapado 38 átomos de antihidrógeno durante un sexto de segundo, el primer confinamiento de antimateria neutra. En junio de 2011, atraparon 309 átomos de antihidrógeno, hasta 3 simultáneamente, durante un máximo de 1000 segundos. A continuación, estudiaron su estructura hiperfina, los efectos de la gravedad y la carga.  ALPHA continuará las mediciones junto con los experimentos ATRAP, AEGIS y GBAR.